# Aegolipton
Aegolipton es un género de escarabajos longicornios del orden Coleoptera. Fue descrito por Gressitt en 1940.

## Especies
- Aegolipton acehense Komiya, 2005
- Aegolipton argopuronum Komiya, 2005
- Aegolipton babai (Komiya & Makihara, 2001)
- Aegolipton bawangum Komiya, 2005
- Aegolipton costatum (Lansberge, 1884)
- Aegolipton costatum sticheri (Lackerbeck, 2000)
- Aegolipton costatum timorum Komiya, 2005
- Aegolipton dvoraceki Do & Drumont, 2018
- Aegolipton fimbriatum (Lansberge, 1884)
- Aegolipton gahani (Lameere, 1909)
- Aegolipton gracile Komiya, 2005
- Aegolipton kinabalum Komiya, 2005
- Aegolipton kolleri (Lameere, 1909)
- Aegolipton kolleri nisikawai Komiya, 2005
- Aegolipton kumei Komiya, 2005
- Aegolipton lackerbecki Komiya, 2005
- Aegolipton marginale (Fabricius, 1775)
- Aegolipton meiyingae Drumont & Bi, 2015
- Aegolipton mizunumai Komiya, 2005
- Aegolipton peninsulare Komiya, 2005
- Aegolipton pustuliferum Komiya, 2005
- Aegolipton pustuliferum lineatigranulum Komiya, 2005
- Aegolipton reflexa (Karsch, 1881)
- Aegolipton roubali Komiya, Drumont & Lorenc, 2012
- Aegolipton sauteri (Lameere, 1913)
- Aegolipton tavakiliani Drumont & Do, 2017
- Aegolipton uenoi Komiya & Drumont, 2021